# Ceropachylinus granulosus
Ceropachylinus granulosus is een hooiwagen uit de familie Gonyleptidae.